# Lupinus variicolor
Lupinus variicolor är en ärtväxtart som beskrevs av Ernst Gottlieb von Steudel. Lupinus variicolor ingår i släktet lupiner, och familjen ärtväxter. IUCN kategoriserar arten globalt som livskraftig. Inga underarter finns listade i Catalogue of Life.